# Farley Vieira Rosa
Farley Vieira Rosa (Santo Antônio do Jacinto, 14 gennaio 1994) è un calciatore brasiliano, centrocampista del Guangdong Guangzhou Bao.